# مارينكو ميليتيتش
مارينكو ميليتيتش (بالألمانية: Marinko Miletić)‏ هو لاعب كرة قدم ألماني في مركز الدفاع، ولد في 8 أكتوبر 1980 في دوسلدورف في ألمانيا. لعب مع بوروسيا مونشنغلادباخ وروت فايس آهلن وروت فايس أوبرهاوزن وفورتونا دوسلدورف ونادي سانت باولي.

## وصلات خارجية
- مارينكو ميليتيتش على موقع قاعدة بيانات كرة القدم.إي يو (الإنجليزية)
- مارينكو ميليتيتش على موقع بيانات كرة القدم. دي إي (الألمانية)
- مارينكو ميليتيتش على موقع عالم كرة القدم.نت (الإنجليزية)